# زیر سقف دودی
زیر سقف دودی فیلمی به کارگردانی، نویسندگی و تهیه‌کنندگی پوران درخشنده محصول سال ۱۳۹۵ است. فیلم‌برداری این اثر از ۱۰ مهر ۱۳۹۵ آغاز شد و در ۶ آذر ۱۳۹۵ به پایان رسید. اولین نمایش این فیلم در سی و پنجمین جشنواره فیلم فجر بوده‌است. فیلم زیر سقف دودی از تاریخ ۱۷ خرداد ۱۳۹۶ در سینماهای ایران اکران شده‌است.

## خلاصه فیلم
شیرین که در زندگی خانوادگی با فرزند و همسرش به تدریج دچار مشکل می‌شود، به دنبال پیدا کردن راهی برای ایجاد ارتباط با آن‌هاست، که موفق نمی‌شود و به بحران می‌رسد. تلاش مجدد او برای برون رفت او از این بحران او را با چالش جدیدی رو‌به‌رو  می‌کند. خیانت همسر او باعث رنجش این زن می شد....

## بازیگران
| بازیگر           | نقش            |
| ---------------- | -------------- |
| فرهاد اصلانی     | بهرام          |
| مریلا زارعی      | شیرین          |
| بهنوش طباطبایی   | رعنا           |
| آزیتا حاجیان     | مشاور          |
| هوشنگ توکلی      | پدر شیرین      |
| حسام نواب صفوی   | سپهر           |
| شهرام حقیقت دوست | امیر           |
| هادی مرزبان      | دوست بهرام     |
| مریم بوبانی      | مادر شیرین     |
| فریبا متخصص      | مادر کیانا     |
| نفیسه روشن       | آرایشگر        |
| فرشید زارعی فرد  | مدیر مالی      |
| رسول نجفیان      | مالک عطر فروشی |
| لاله مرزبان      | کیانا          |
| ابوالفضل میری    | آرمان          |

## جوایز

### سی و پنجمین جشنواره فیلم فجر
| قسمت                     | نامزد          | نتیجه    | جایزه        |
| ------------------------ | -------------- | -------- | ------------ |
| بهترین فیلم              | پوران درخشنده  | نامزدشده | سیمرغ بلورین |
| بهترین کارگردانی         | پوران درخشنده  | نامزدشده | سیمرغ بلورین |
| بهترین بازیگر نقش اول زن | مریلا زارعی    | برنده    | سیمرغ بلورین |
| بهترین صدابرداری         | عباس رستگارپور | نامزدشده | سیمرغ بلورین |
| بهترین صداگذاری          | محمدرضا دلپاک  | نامزدشده | سیمرغ بلورین |
| بهترین چهره پردازی       | ایمان امیدواری | برنده    | سیمرغ بلورین |

## موسیقی
| شماره | نام                            | خواننده   | مدت  |
| ----- | ------------------------------ | --------- | ---- |
| ۱.    | «زیر سقف دودی» (تیتراژ پایانی) | سینا سرلک | ۴:۲۶ |